# Tulari
 Tulari  (Trichoptera) red su malenih do srednje velikih kukaca koje karakteriziraju graditeljske sposobnosti ličinki. Poznato i opisano je oko 8 000 vrsta, raspoređenih u 43 porodice. Rasprostranjeni su gotovo svuda gdje ima kopnenih voda.

## Izgled
Odrasli kukci dlakava krila za vrijeme mirovanja drže prislonjena nad zatkom poput krova. Stražnja krila su im kraća od prednjih. Uzdužna rebra na krilima su umjereno razgranjena a poprečnih je malo. Dugačka nitasta ticala se sastoje od mnogo jednakih članaka.

## Ličinke
Ličinke tulara najviše borave u vodama. Većinom se hrane biljkama, ali neke su i grabežljive. Donjousnim žlijezdama stvaraju izlučevine kojim grade tuljce u koje upredu različite stvari koje nađu na dnu: slamčice, grančice, prazne puževe kućice i dr. Neke ličinke naprave od niti mreže koje pričvrste između vodenih biljaka i kamenja, a služe im za hvatanje hrane. U tuljcima se ličinke zakukulje u slobodne kukuljice koje ispužu iz tuljca prije nego što se razvije odrasli kukac.

## Poznatije porodice
U Hrvatskoj žive porodice: vodeni moljci (Phryganeidae),  Philopotamidae, Hydropsichidae, Polycentropidae, Rhyacophilidae, Leptoceridae i dr.

## Vanjske poveznice
- Order Trichoptera W Kirby, 1813  Arhivirana inačica izvorne stranice od 3. siječnja 2013. (Wayback Machine)
- Ironoquia dubia Stephens, 1837 (Insecta: Trichoptera), nova vrsta tulara za faunu Hrvatske